# Raphaël Martinez
Raphaël Martinez-Bachel (Nevers, 1º maggio 1972) è un ciclista su strada e dirigente sportivo francese Professionista dal 1993 al 1998, e dal 2001 al 2005 è nipote del campione olimpico di Mountain Bike alle Olimpiadi di Sydney nel 2000 Miguel Martinez e Mariano Martínez, è inoltre figlio di Martin Martínez, e cugino di Yannick Martinez e di Lenny Martinez.

## Carriera

### Gli inizi
Si fece notare già nel 1992 tra i dilettanti, con i quali vinse una tappa al il Giro della Valle d'Aosta.
Passato professionista nel 1993, ottiene la sua prima vittoria alla Boucle Catalanes; nel 1998, dopo aver ottenuto soltanto tre vittorie tra i professionisti, decide momentaneamente di ritirarsi.
Fu gregario di Cyril Saugrain, con il quale partecipò alla Liegi-Bastogne-Liegi del 1997.
Tornato all'attività nel 2001, fu gregario dapprima di Carlos Da Cruz, poi di Baden Cooke. Nel 2006, dopo aver corso nella Rabobank a fianco di Michael Boogerd, all'età di 34 anni, si ritirò definitivamente dall'attività.

## Dirigente sportivo
Iniziata l'attività di dirigente sportivo nel 2021 tra i dilettanti, è attuale manager di suo nipote, Lenny Martinez, vincitore del Trofeo Laigueglia nel 2024.

## Palmarès
- 1993

Boucle Catalanes
- 1997

Nivernais-Mourvant
- 1998

Tour De la Machine